# Škofja Loka (plaats)
Škofja Loka (Duits: Bisschofslack, Nederlands: Bisschopsweide) is een plaats in Slovenië en maakt deel uit van de gelijknamige Sloveense gemeente Škofja Loka in de NUTS-3-regio Gorenjska. De plaats telde 11.797 inwoners op 2023. Sinds 1999 is Škofja Loka gejumeleerd met de Belgische gemeente Maasmechelen.

## Partnersteden
- Maasmechelen (België)

## Geboren
- Anja Čarman (1985), zwemmer
- Jan Oblak (1993), voetballer
- Jaka Primožič (1998), wielrenner
- Nika Križnar (2000), schansspringster